# Diccionari català-castellà-llatí-francès-italià
El Diccionari català-castellà-llatí-francès-italià, conegut habitualment com a Diccionari quintilingüe, és un diccionari multi-idiomàtic publicat en dos volums el 1839 per una Societat de Catalans formada per Salvador Estrada i Ribas, Antoni Matamala, Joan Cortada i Sala i Lluís Bordas, o alternativament, Miquel Anton Martí i Cortada, Lluís Bordas, i Joan Cortada i Sala.